# هم‌ریختی گروهی

تصویر یک هم‌ریختی گروهی از (سمت چپ) به (سمت راست). بیضی کوچک‌ت درون ، تصویر است. هسته و هم‌دسته است.

در ریاضیات، برای دو گروه دلخواه {\displaystyle (G,*)} و {\displaystyle (H,.)}، هم‌ریختی گروهی (به انگلیسی: Group Homomorphism) از {\displaystyle (G,*)} به {\displaystyle (H,.)}، تابعی چون {\displaystyle h\colon G\to H} است که برای تمام {\displaystyle u,v\in G} در خاصیت زیر صدق کند:
{\displaystyle h(u*v)=h(u)\cdot h(v)}
که در آن عمل گروه سمت چپ معادله، مربوط به {\displaystyle G} و عمل دوتایی سمت راست مربوط به {\displaystyle H} است.
از این خاصیت می‌توان استنتاج کرد که {\displaystyle h} عنصر همانی {\displaystyle e_{G}} از {\displaystyle G} را به عنصر همانی {\displaystyle e_{H}} از {\displaystyle H} می‌نگارد:
{\displaystyle h(e_{G})=e_{H}}
همچنین این نگاشت، معکوس‌ها را به معکوس‌ها می‌برد، یعنی:
{\displaystyle h\left(u^{-1}\right)=h(u)^{-1}.\,}
ازین رو، می‌توان گفت که {\displaystyle h} «با ساختار گروهی سازگار است».
در شاخه‌هایی از ریاضیات که گروه‌ها به ساختارهای دیگری نیز مجهز اند، برخی مواقع هم‌ریخی را به معنای نگاشتی در نظر می‌گیرند که نه تنها ساختار گروهی را حفظ کرده، بلکه ساختارهای دیگر آن مجموعه را نیز حفظ کند و با آن‌ها سازگاری داشته باشد؛ مثلاً همریختی بین گروه‌های توپولوژیکی را اغلب پیوسته در نظر می‌گیرند.